# Franz Schiemer
Franz 'Franky' Schiemer (født 21. marts 1986 i Haag am Hausruck) er en østrigsk tidligere fodboldspiller, der spillede som forsvarsspiller. Han tilbragte hele sin karriere i hjemlandet, hvor han spillede for SV Ried, Red Bull Salzburg og Austria Wien.
Med både Austria Wien og Red Bull Salzburg var Schiemer med til at vinde det østrigske mesterskab, ligesom det med Austria Wien også er blevet til to østrigske pokaltitler.

## Landshold
Schiemer apillede 19 kampe og scorede fire mål for det østrigske landshold, som han debuterede for i oktober 2007 i en venskabskamp mod Schweiz. 

## Titler
Østrigs Bundesliga
- 2006 med Austria Wien
- 2010 med Red Bull Salzburg

Østrigs pokalturnering
- 2007 og 2009 med Austria Wien